# The Dance (ep)
 For alternative betydninger, se The Dance. (Se også artikler, som begynder med The Dance)
The Dance (udgivet 1998) er den første ep fra det hollandske goth metal-band Within Temptation. Den blev udgivet efter singlen Restless og albummet Enter. Lyden er mere gotisk og melankolsk end de senere albums Mother Earth og The Silent Force. På ep'en er de originale sange "The Dance", "Another Day" og "The Other Half (Of Me)," og der er også et remix af "Restless" og et mix af sangene "Candles" og "Pearls of Light". De originale numre er på albummet Enter.

## Sange
1. "The Dance" – 5:00
2. "Another Day" – 5:45
3. "The Other Half (Of Me)" – 4:46
4. "Restless (Remix)" – 3:31
5. "Candles & Pearls of Light (Remix)" – 9:03